# Anarta citrina
Anarta citrina är en fjärilsart som beskrevs av W. Warren 1912. Anarta citrina ingår i släktet Anarta och familjen nattflyn. Inga underarter finns listade i Catalogue of Life.